# Radio y Televisión de Andalucía
La Radio y Televisión de Andalucía (RTVA), cuyo nombre legal es Agencia Pública Empresarial de la Radio y Televisión de Andalucía, es un ente público de comunicaciones de carácter autonómico de Andalucía y miembro de la Federación de Organismos de Radio y Televisión Autonómicos (FORTA).

## Historia

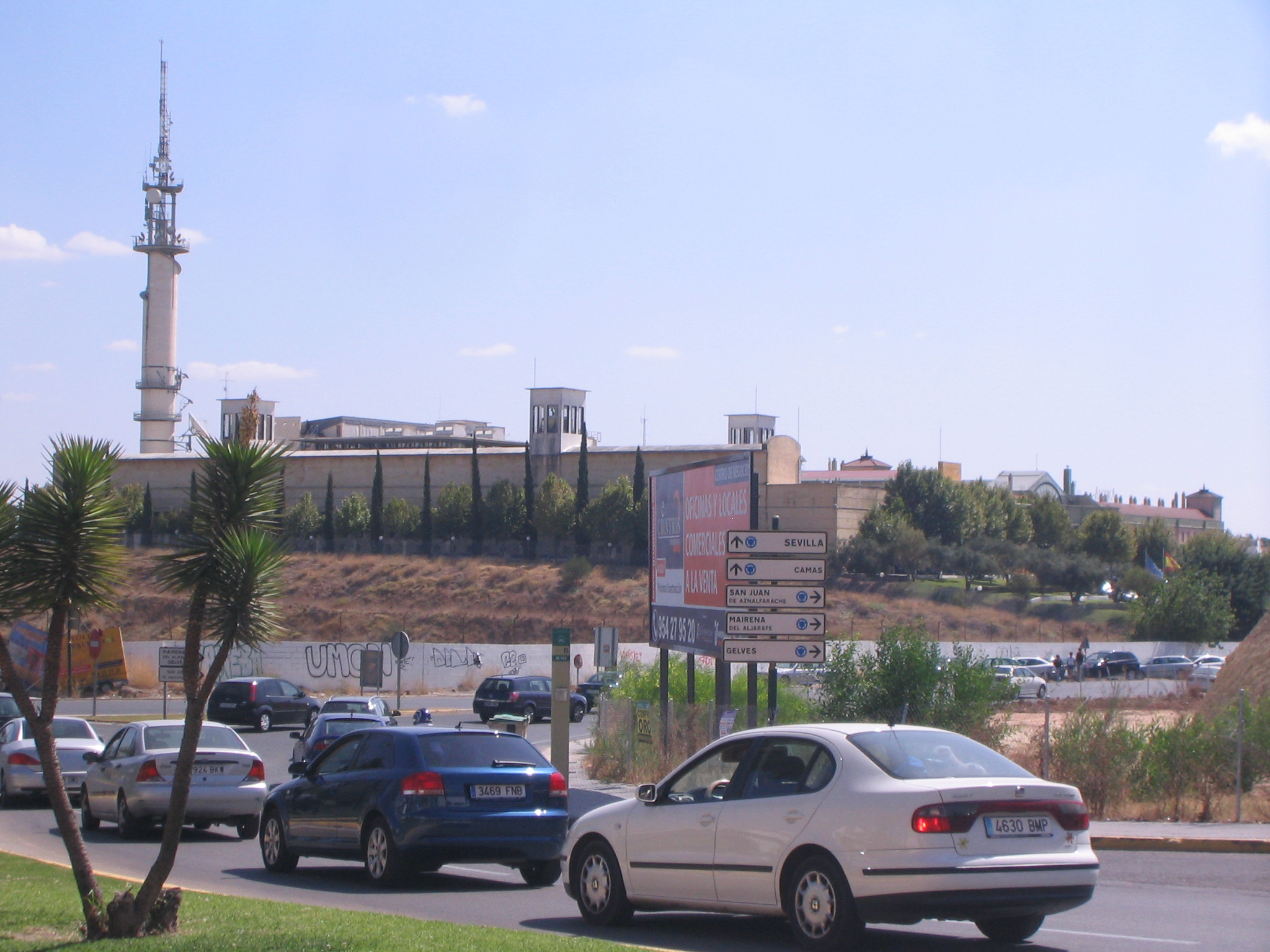
Edificio de la sede de la Radio y Televisión de Andalucía en San Juan de Aznalfarache (Sevilla, España) (23/9/2009).

Fue materializado en 1988 con la puesta en marcha de Canal Sur Radio. Un año después, el 28 de febrero de 1989, haciéndose coincidir con el día de Andalucía, comienzan las emisiones de Canal Sur Televisión y posteriormente, el 28 de febrero de 1996 nace Andalucía Televisión, canal vía satélite (renombrado el 28 de febrero de 2015 a Canal Sur Andalucía); el 5 de junio de 1998, Canal 2 Andalucía, cambiando el 5 de junio de 2008 el nombre por el de Canal Sur 2 coincidiendo con el décimo aniversario del canal. Desde octubre de 2012, Canal Sur 2 carece de programación propia y emite la misma señal que Canal Sur Televisión, pero con subtítulos y lengua de signos.
El 26 de febrero de 2010 se inicia en pruebas Canal Sur HD, que pasaría a tener programación regular a partir del 30 de septiembre de 2013 y una reformulación como Andalucía Televisión desde el 28 de febrero de 2015, dedicándose a la actualidad, informativos, documentales y programas divulgativos. El 25 de abril de 2017 comenzaron las emisiones en pruebas de Canal Sur 4K.
Además de Canal Sur Radio posee otras emisoras radiofónicas como Radio Andalucía con una programación de noticias ininterrumpida; Canal Fiesta, la emisora musical orientada hacia los jóvenes y Flamenco Radio, emisora en línea dedicada íntegramente al flamenco. Cuenta además con un sistema de Teletexto difundido en sus tres canales de televisión desde el 28 de febrero de 1997.
Y el portal web de noticias y contenidos a la carta Canal Sur Media (www.canalsur.es). Además de la web corporativa (www.rtva.es).
También a través de las señales de Canal Sur Televisión y Andalucía TV emite contenidos de video bajo demanda a través de hbbtv.

## Actividades

### Televisión
En televisión, Canal Sur Radio y Televisión agrupa para la emisión dentro de territorio andaluz dos canales generalistas, uno accesible y otro en pruebas de resolución 4K. Todas las cadenas se pueden ver por TDT en Andalucía y las dos primeras en plataformas de cable.
| Imagen | Canal                                                                              | Inicio de transmisiones                            | Formato de imagen |
| ------ | ---------------------------------------------------------------------------------- | -------------------------------------------------- | ----------------- |
|        | Canal Sur Televisión                                                               | 28 de febrero de 1989 HD: 15 de septiembre de 2016 | HD                |
|        | Canal Sur 2                                                                        | 5 de junio de 1998                                 | HD                |
|        | Andalucía Televisión                                                               | 28 de febrero de 2015                              | HD                |
|        | Canal Sur 4K                                                                       | 25 de abril de 2017                                | 4K                |
|        | Canal Sur Andalucía (canal internacional para fuera de Andalucía, Ceuta y Melilla) | 28 de febrero de 1996                              | SD y HD           |

#### Canales extintos
| Imagen | Canal                    | Inicio de transmisiones  | Final de transmisiones | Formato          | Notas |
| ------ | ------------------------ | ------------------------ | ---------------------- | ---------------- | --- |
| –      | Canal Sur HD             | 30 de septiembre de 2013 | 28 de febrero de 2015  | HD               | – |
| –      | La banda TV              | 26 de julio de 2016      | Principios de 2020     | Internet         | Canal que funcionaba a modo de lista de reproducción de emisiones antiguas de La banda. El logotipo no era el del programa La banda. |
| –      | Canal Andalucía Flamenco | 13 de enero de 2016      | Principios de 2020     | Internet, Cable  | Funcionaba a modo de lista de reproducción de programas del mundo del flamenco. Sustituyó al antiguo Canal Fiesta. Se emitía por Internet y a través de Movistar Plus+. Cerró en 2020, pero se siguen subiendo vídeos de temática flamenca a su canal de YouTube.                                                                                |
| –      | Canal Andalucía Cocina   | 26 de julio de 2016      | Principios de 2020     | Internet         | Funcionaba a modo de lista de reproducción de programas de cocina. Cerró en 2020, pero se siguen subiendo vídeos a su canal de YouTube. |
| –      | Canal Andalucía Turismo  | 28 de abril de 2001      | Principios de 2020     | Internet y cable | Funcionaba a modo de lista de reproducción de programas de fomento del turismo. Estaba gestionado por Andalucía Televisión Producciones y Andalucía Digital Multimedia. En un principio se emitía a través de Vía Digital, y después a través de Digital+ y Movistar Plus+. Cerró en 2020, pero se siguen subiendo vídeos a su canal de YouTube. |
|        | Canal Fiesta             | 28 de febrero de 1999    | 13 de enero de 2016    | Cable            | Canal de promoción de las fiestas andaluzas. Estaba gestionado por Andalucía Televisión Producciones y Andalucía Digital Multimedia. En un principio se emitía a través de Eutelsat, aunque después se emitió a través de Digital+. Fue sustituido por Canal Andalucía Flamenco en Movistar Plus+.                                               |
| –      | Telenoticias             | 15 de septiembre de 1997 | 31 de julio de 1998    | Cable            | Canal de noticias de los canales de la FORTA,constituida en aquel momento por ETB, TV3, TVG, Telemadrid, Canal Sur y Canal 9. Se ofrecía a través de Vía Digital. |

### Radio
En radio, Canal Sur Radio cuenta con cuatro emisoras que abarcan el territorio andaluz.
| Imagen | Cadena                 | Inicio de transmisiones  | Formato            | Notas |
| ------ | ---------------------- | ------------------------ | ------------------ | --- |
|        | Canal Sur Radio        | 28 de febrero de 1988    | TDT, Internet y FM | Emisora generalista. En sus inicios se llamó Canal Sur 2.                                                                    |
|        | Canal Fiesta           | 28 de febrero de 1988    | TDT, Internet y FM | Emisora musical. Anteriormente se llamó Canal Sur 1 y Fórmula Uno Andalucía. El 22 de enero de 2001 adoptó su nombre actual. |
|        | Radio Andalucía        | 17 de septiembre de 1998 | TDT, Internet y FM | Emisora informativa. |
|        | Flamenco Radio         | 29 de septiembre de 2008 | Internet y TDT     | Emisora de música, especializada en el mundo del Flamenco.                                                                   |
|        | Canal Sur Radio Música | 2 de marzo de 2020       | Internet           | Emisora musical temática. Sustituyó a Cantares.                                                                              |

#### Emisoras extintas
| Imagen | Cadena   | Inicio de transmisiones  | Cese de transmisiones | Formato  | Notas                                                                               |
| ------ | -------- | ------------------------ | --------------------- | -------- | ----------------------------------------------------------------------------------- |
|        | Cantares | 17 de septiembre de 2013 | 2 de marzo de 2020    | Internet | Emisora especializada en la música andaluza. Sustituida por Canal Sur Radio Música. |

### Medios Interactivos
- Canal Sur Media (octubre de 1995).
- Teletexto (28 de febrero de 1997).

En enero de 2009 se crea la Dirección de Medios Interactivos para unir en un mismo departamento las diferentes acciones que se estaban realizando hasta ese momento en RTVA sobre Internet. Por un lado estaba la web corporativa con información sobre programas y RTVA, por otro la web de Informativos y por otro los servicios de teletexto. Canal Sur Media es la marca de RTVA en la que se incluyen todos los servicios relacionados con Internet e interactividad de la Radio y Televisión de Andalucía. La dirección de Innovación y Negocio a través de la dirección de Canal Sur Media, crea los contenidos de Canal Sur Media, coordina las participación de otros medios de RTVA propios y ajenos en la elaboración de dichos contenidos y fomenta sinergias entre los distintos departamentos de Canal Sur Radio y Televisión.

## Dirección

### Organigrama
- Bajo el mando del director general, el organigrama está dividido en tres grandes áreas:
  - La dirección Corporativa que tiene bajo sus competencias las direcciones Económico Financiera, de Servicios Jurídicos, Transparencia y Cumplimiento, Técnica y de Organización, Recursos Humanos y Servicios Generales.
  - La dirección adjunta de Canal Sur Radio y Televisión de la que dependen las competencias de planificación estratégica, ejecutiva y de asesoramiento sobre contenidos audiovisuales y radiofónicos de Canal Sur.
  - La dirección de Innovación, Negocio y Comunicación, asume todas las competencias y áreas de la parte comercial, el de relaciones institucionales, gabinete del director general, la comunicación interna y externa de la empresa y la dirección de Canal Sur Media.[19]

| Directivo                        | Área                                                              | Sociedad   |
| -------------------------------- | ----------------------------------------------------------------- | ---------- |
| Juan de Dios Mellado Pérez       | Dirección general de la APE de la RTVA y dirección de CSRTV       | RTVA-CSRTV |
| Francisco Castillo Barrera       | Dirección Corporativa                                             | RTVA       |
| Isabel Cabrera Galdeano          | Dirección adjunta de CSRTV                                        | CSRTV      |
| Juan Antonio Vargas Ruano        | Dirección de Innovación, Negocio y Comunicación                   | RTVA       |
| José Enrique Sánchez Suárez      | Dirección de Organización, Recursos Humanos y Servicios Generales | RTVA       |
| Carlos Millán Raynaud            | Dirección de Servicios Jurídicos, Transparencia y Cumplimiento    | RTVA       |
| Carlos María León Molinari       | Dirección Económico-Financiera                                    | RTVA       |
| Amaya Inés García Alegría        | Dirección de la delegación de Madrid                              | RTVA       |
| María del Carmen Torres Palmero  | Dirección de Servicios Informativos                               | CSRTV      |
| Fidel Cardete Quintero           | Dirección de Programas y Ajena                                    | CSRTV      |
| José Carlos Suárez Reyes         | Dirección de Producción y Diseño                                  | CSRTV      |
| Juan Manuel Blanco Poley         | Dirección de Canal Sur Media                                      | RTVA       |
| Antonio Jesús Salvador Ruiz      | Subdirección de Servicios Informativos                            | CSRTV      |
| Juan Manuel Márquez Vergara      | Subdirección de Formatos de Servicios Informativos                | CSRTV      |
| Pedro Espina Martínez            | Dirección Técnica                                                 | RTVA       |
| Juan Miguel Vega Leal            | Dirección de Radio                                                | CSRTV      |
| María del Carmen Beamonte García | Dirección de Informativos de Radio                                | CSRTV      |
| Sonia Chapado Basanta            | Dirección de Programas de Radio                                   | CSRTV      |
| Salvador José Rodríguez Moya     | Dirección Territorial de Almería                                  | RTVA       |
| Francisco Javier Benítez Zúñiga  | Dirección Territorial de Cádiz                                    | RTVA       |
| Pedro García Vázquez             | Dirección Territorial de Córdoba                                  | RTVA       |
| Aurelio de la Chica Cappa        | Dirección Territorial de Granada                                  | RTVA       |
| Norberto Javier Antonio          | Dirección Territorial de Huelva                                   | RTVA       |
| Lorenzo Canales Castilla         | Dirección Territorial de Jaén                                     | RTVA       |
| Montserrat Naharro Mielgo        | Dirección Territorial de Málaga                                   | RTVA       |
| Rafael Muñoz Moyano              | Jefatura de Ingeniería                                            | RTVA       |
| Diana García Osuna               | Jefatura de Redes y Sistemas                                      | RTVA       |

### Consejo de Administración
- El consejo está conformado por nueve miembros, incluido el presidente.[20]
- El secretario del Consejo de Administración es Joaquín Luis Ramírez Rodríguez (PP-A) y el secretario adjunto es Luis Vargas Martínez (PSOE-A).
- Dependiente del Consejo, RTVA cuenta con la figura de la Defensora de la Audiencia, cuya titular desde febrero de 2024 es la periodista Carmen Elías Iglesias.

| 19 de octubre de 2022-presente    | 19 de octubre de 2022-presente |
| Nombre y apellidos                | Propuesto por                  |
| --------------------------------- | ------------------------------ |
| Rafael Porras García (presidente) | PP-A                           |
| María Victoria Romero Pérez       | PP-A                           |
| Lourdes Fuster Martínez           | PP-A                           |
| Francisco Jesús Rodríguez Roa     | PP-A                           |
| José Andrés Muriel Cabello        | PP-A                           |
| Verónica Pérez Fernández          | PSOE-A                         |
| Miguel Ángel Vázquez Bermúdez     | PSOE-A                         |
| Eva Suárez Alés                   | PSOE-A                         |
| Álvaro Zancajo Fenoll             | Vox Andalucía                  |

### Consejo Asesor
El Consejo Asesor (2024-2027) está conformado por: 
- 2 vocalías en representación de la Administración Pública de la Junta de Andalucía, designadas por el Consejo de Gobierno de la Junta de Andalucía.
- 6 vocalías aprobadas por el Consejo de Gobierno de la Junta de Andalucía a propuesta del Consejo Escolar de Andalucía, del Consejo Andaluz de la Juventud, del Consejo Andaluz de Universidades, del Consejo de los Consumidores y Usuarios de Andalucía, del Consejo Andaluz de Atención a las Personas con Discapacidad y de la Federación de Organizaciones Andaluzas de Mayores.

| Nombre y apellidos | Propuesto por                                                |
| --- | ------------------------------------------------------------ |
| Marta Olea Merino (Directora general de Comunicación Social de la Consejería de la Presidencia, Interior, Diálogo Social y Simplificación Administrativa)              | Administración Pública de la Junta de Andalucía              |
| Pamela Hoyos Tarrero (Secretaria general de Relaciones con el Parlamento de la Consejería de la Presidencia, Interior, Diálogo Social y Simplificación Administrativa) | Administración Pública de la Junta de Andalucía              |
| Manuel Pérez García | Consejo Escolar de Andalucía                                 |
| José Antonio Jarabo Cisneros | Consejo de la Juventud de Andalucía                          |
| Luis Francisco García Perulles | Consejo de las Personas Consumidoras y Usuarias de Andalucía |
| Juan Francisco Gutiérrez Lozano | Consejo Andaluz de Universidades                             |
| Antonio Fernández Brioso | Consejo Andaluz de Atención a las Personas con Discapacidad  |
| Ricardo Villaseñor Ruiz | Federación de Organizaciones Andaluzas de Mayores            |

### Listado de directores generales
- Antonio Joaquín Durán Ayo fue subdirector general interino con las funciones asignadas al director general.
- Pablo Carrasco García dimitió de su cargo el 15 de marzo de 2013, haciéndose efectiva el 20 de marzo del mismo año. Las funciones desempeñadas por el director general hasta la elección de su sucesor, son asumidas por el presidente del Consejo de Administración, José Enrique Moratalla Molina y el resto de miembros del consejo.
- Desde el 1 de abril de 2016, la dirección general también asume la dirección de Canal Sur Radio y Televisión debido a la fusión por absorción de Canal Sur Radio por Canal Sur Televisión.

| Dirección general          | Inicio                   | Final                    |
| -------------------------- | ------------------------ | ------------------------ |
| Salvador Domínguez Martín  | 30 de diciembre de 1987  | 5 de julio de 1989       |
| Manuel Melero Muñoz        | 5 de julio de 1989       | 21 de octubre de 1994    |
| Joaquín Marín Alarcón      | 21 de octubre de 1994    | 5 de septiembre de 1996  |
| Eduardo Abellán García     | 5 de septiembre de 1996  | 21 de septiembre de 2000 |
| Rafael Camacho Ordóñez     | 21 de septiembre de 2000 | 25 de noviembre de 2008  |
| Pablo Carrasco García      | 25 de noviembre de 2008  | 20 de marzo de 2013      |
| Antonio Joaquín Durán Ayo  | 22 de marzo de 2013      | 10 de julio de 2019      |
| Juan de Dios Mellado Pérez | 10 de julio de 2019      | presente                 |

## Economía y plantilla
Es un ente público, que según palabras de su director cuesta a cada andaluz 17,34 euros en 2024.
En 1998 se crea la Fundación Audiovisual de Andalucía con el fin de promover la industria audiovisual de la autonomía.

### Presupuestos
| Año  | Presupuesto de explotación | Presupuesto ejecutado      | Subvenciones de la Junta de Andalucía |
| ---- | -------------------------- | -------------------------- | ------------------------------------- |
| 2024 | 167.944.278€               |                            | 149.648.278€                          |
| 2023 | 157.098.744,65€            |                            | 146.844.058,48€                       |
| 2022 | 160.083.000,00€            | 158.350.933,68€            | 154.833.000,00€                       |
| 2021 | 154.740.050,00€            | 155.008.692,89€            | 149.490.050,00€                       |
| 2020 | 157.058.050€               |                            | 140.977.050€                          |
| 2019 | 154.142.751,62€            |                            | 139.012.050€                          |
| 2018 | 162.754.420€               | 155.513.080,31€            | 140.362.420€                          |
| 2017 | 164.005.621€               | 157.648.689,21€            | 139.648.214,35€                       |
| 2016 | 164.394.383€               | 158.674.560€               | 139.500.000€                          |
| 2015 | 164.293.453€               | 159.129.009,37€            | 137.518.493€                          |
| 2014 | 163.701.867€               | 157.417.415,43€            | 113.635.440€                          |
| 2013 | 165.515.030€               | 163.610.997€               | 119.077.183€                          |
| 2012 | 219.661.529€               | 188.122.217€               | 123.856.115€                          |
| 2011 | 232.433.992€               | 217.986.175€               | 157.877.969€                          |
| 2010 | 238.982.552€               | 229.488.100€               | 168.907.376€                          |
| 2009 | 247.324.814€               | 245.334.091€               | 180.855.279€                          |
| 2008 | 243.285.739€               | 251.522.529€               | 176.855.279€                          |
| 2007 | 229.024.714€               | 244.794.268€               | 165.750.027€                          |
| 2006 | 226.646.951€               | 229.045.480,80€            | 157.857.169€                          |
| 2005 | 214.927.810€               | 228.526.199,81€            | –                                     |
| 2004 | 204.772.586€               | 221.977.213,13€            | 136.287.900€                          |
| 2003 | 195.920.955€               | –                          | 129.798.348€                          |
| 2002 | 190.043.688€               | 202.892.010,09€            | 136.042.363,59€                       |
| 2001 | 196.407.000€               | 192.755.232,76€            | 118.148.666,35€                       |
| 2000 | 29.335 millones de pesetas | 32.053 millones de pesetas | –                                     |
| 1999 | 27.080 millones de pesetas | –                          | 16.009 millones de pesetas            |
| 1998 | 23.159 millones de pesetas | –                          | 15.952 millones de pesetas            |
| 1997 | 19.990 millones de pesetas | –                          | 13.743 millones de pesetas            |
| 1996 | 20.181 millones de pesetas | –                          | 12.280 millones de pesetas            |
| 1995 | 20.943 millones de pesetas | –                          | 14.489 millones de pesetas            |
| 1994 | 20.388 millones de pesetas | –                          | 13.073 millones de pesetas            |
| 1993 | 22.344 millones de pesetas | –                          | 12.848 millones de pesetas            |
| 1992 | 19.978 millones de pesetas | –                          | 11.112 millones de pesetas            |
| 1991 | 21.000 millones de pesetas | –                          | 14.000 millones de pesetas            |
| 1990 | 25.134 millones de pesetas | –                          | 14.050 millones de pesetas            |
| 1989 | 15.800 millones de pesetas | –                          | 12.050 millones de pesetas            |
| 1988 | 3.697 millones de pesetas  | –                          | 2.197 millones de pesetas             |

### Empleados
| Año  | Empleados |
| ---- | --------- |
| 2022 | 1.372     |
| 2021 | 1.375     |
| 2020 | 1.410     |
| 2019 | 1.462     |
| 2018 | 1.439     |
| 2017 | 1.479     |
| 2016 | 1.466     |
| 2015 | 1.483     |
| 2014 | 1.499     |
| 2013 | 1.530     |
| 2012 | 1.567     |
| 2011 | 1.640     |
| 2010 | 1.654     |
| 2009 | 1.688     |
| 2008 | 1.699     |
| 2007 | 1.677     |
| 2006 | 1.634     |
| 2005 | 1.588     |
| 2004 | 1.616     |
| 2003 | –         |
| 2002 | 1.455     |
| 2001 | –         |
| 2000 | –         |
| 1999 | –         |
| 1998 | 1.300     |
| 1997 | –         |
| 1996 | –         |
| 1995 | –         |
| 1994 | –         |
| 1993 | –         |
| 1992 | –         |
| 1991 | 795       |
| 1990 | –         |
| 1989 | 357       |
| 1988 | 221       |

## Rostros
- Alberto de Luque Jiménez
- Álvaro Manuel Moreno de la Santa Lora
- Ana Cristina Ramírez Jiménez
- Ana Hinestrosa Rodríguez
- Ana María Carvajal Moreno
- Ángel Acién Cara
- Ángel Francisco Gámiz Díaz
- Antonia del Rocío Montserrat Moreno Morales
- Antonio Bustos Rodríguez
- Antonio Cattoni Vacas
- Antonio Jesús Rodríguez Vigorra
- Antonio Manuel Caamaño Gómez
- Araceli Limón Ruiz
- Beatriz Rodríguez Gutiérrez
- Blanca Terry
- Bosco Benítez Ruiz del Pozo
- Carlos María Ruiz de la Rosa
- Carlos Pedro Almansa Quesada
- Cristina López Gutiérrez
- Cristina Silva Castro
- David Hidalgo Paniagua
- Desirée García-Escribano Acero
- Eduardo Martín Osorio
- Emilio Maíllo Vázquez
- Enrique Jesús Moreno Cárdenas
- Enrique Sánchez Gutiérrez
- Eva Ruiz Martín
- Fátima Ruiz González
- Felipe Manuel Delgadillo Fontao
- Fernando Ariza Muñoz
- Fernando Barbero Rubio
- Fernando García Mena
- Fidel del Campo Quintero
- Francisco de Asís López de Paz
- Francisco Javier Aguilar García
- Francisco Javier Bolaños Rufo
- Francisco Javier Oliver Jiménez
- Francisco Ramón Alonso
- Francisco Reyero
- Francisco Ruiz Miguel
- Herminia Jiménez Fernández
- Inmaculada González Fernández
- Inmaculada Lago Hidalgo
- Jaime Silva Castro
- Jesús María Márquez Pigner
- Jorge Molina Arroyo
- José Amador Gemio
- José Antonio Domínguez Peña
- José Arenzana Seisdedos
- José Damián Bernal Berrocal
- José Enrique Romero Fernández
- José Guerrero Roldán
- José Julio Blanes Ruiz
- José María Da-Rosa Tato
- José María Montero Sandoval
- José Pardo Vázquez
- Juan Carlos Jiménez Torres
- Juan Carlos Roldán Galisteo
- Juan José Bautista Martín
- Juan Miguel Vega Leal
- Juan Ramón Romero Fernández
- Leonardo Sardiña Linde
- Luis Lara Ramos
- Luis Márquez Pineda
- Manuel Carretero Gutiérrez
- Manuel Díaz González
- Manuel González Rodríguez
- Manuel Martínez
- Manuel Mateo Pérez
- Manuel Megías Casas
- Manuel Pérez Alcázar
- Manuel Rodríguez Rodríguez
- Manuel Sánchez Vázquez
- Manuel Sarria Cuevas
- Manuel Triviño Izquierdo
- María Begoña Estíbaliz Martínez Ezquerra
- María Belén Nieto Pérez
- María Cristina Granados García
- María Cristina Mena Calvo
- María de la Cruz Morcillo Macías
- María del Carmen Benítez Muñoz
- María del Carmen Rodríguez Garzón
- María del Mar Vega Alite
- María del Pilar Muriel del Pozo
- María Dolores Maldonado Lasso de Vega
- María Dolores Seco Silva
- María Fernández Gamero
- María Isabel Gómez Fuentes
- María Isabel Mata Porras
- María José Maestre Lobo
- María Lourdes Prieto Ramírez
- María Luisa Gallego Macarro
- María Margarita Ariza Jurado
- María Nieves Risquet Martín
- María Paz García Santana
- María Paz Oliver Jiménez
- María Rosario Padilla Hoyuela
- María Rosario Pérez Ruiz
- María Rosario Rodríguez Abellán
- María Socorro López García
- Micky Rodríguez
- Modesto Barragán Ríos
- Natalia Barnés Sánchez
- Noelia López Fernández
- Noemí Fernández Méndez
- Norberto Javier Antonio
- Nuria Isabel Durán Baeza
- Patricia Lupiáñez Lorente
- Pedro José Sánchez Tostado
- Pedro Luis Gómez Carmona
- Rafael Carlos Fernández Ruiz
- Rafael Cremades Morales
- Rafael Javier Pérez Pallarés
- Rafael Posadas Palomo
- Raquel López Navas
- Reyes Calvillo López
- Reyes López Ridruejo
- Roberto Sánchez Benítez
- Rosa María Rico Toro
- Sergio Morante Lucas
- Silvia Sanz Martín
- Susana Herrera Márquez
- Susana Ruiz Martín
- Teodoro Adolfo León Gross
- Trinidad Bernal
- Victoria Román Romero
- Victoria Romero Lacomba
- Yaddy González

## Audiencias
Las audiencias del grupo están medidas teniendo en cuenta las audiencias de Canal Sur Televisión, (únicamente desde su creación y hasta junio de 1998 y posteriormente desde octubre de 2012 a febrero de 2015); Andalucía TV (desde marzo de 2015); Canal Sur 2 (desde junio de 1998 a septiembre de 2012) y Canal Sur Andalucía (desde marzo de 1996).
- En negrita: Los liderazgos mensuales y anuales del grupo.
- En negrita*: Récord histórico y liderazgo mensual.
- En negrita***: Empate técnico.
- En rojo**: Mínimo histórico mensual.

| Año  | Enero | Febrero | Marzo | Abril  | Mayo  | Junio | Julio | Agosto | Septiembre | Octubre | Noviembre | Diciembre | Media anual |
| ---- | ----- | ------- | ----- | ------ | ----- | ----- | ----- | ------ | ---------- | ------- | --------- | --------- | ----------- |
| 1989 | -     | -       | -     | -      | -     | -     | -     | -      | -          | -       | -         | -         | 15,5%       |
| 1990 | -     | -       | -     | -      | -     | -     | -     | -      | -          | -       | -         | -         | 24,4%       |
| 1991 | -     | -       | -     | -      | -     | -     | -     | -      | -          | -       | -         | -         | 21,7%       |
| 1992 | -     | -       | -     | -      | -     | -     | -     | -      | 21,1%      | -       | -         | 22,7%     | 20,4%       |
| 1993 | 21,7% | 21,4%   | 21,0% | 21,1%  | 20,6% | 20,4% | 16,5% | 15,6%  | 16,0%      | 17,9%   | 17,7%     | 17,9%     | 19,1%       |
| 1994 | -     | -       | -     | -      | -     | -     | -     | -      | -          | -       | -         | -         | 16,6%       |
| 1995 | -     | -       | -     | -      | -     | -     | -     | -      | -          | -       | -         | -         | 16,4%       |
| 1996 | 17,3% | 18,7%   | 16,2% | 16,6%  | 15,9% | 14,9% | 15,9% | 16,5%  | 14,7%      | 14,7%   | 16,0%     | 17,3%     | 16,3%       |
| 1997 | 19,7% | 20,5%   | 18,5% | 19,1%  | 20,4% | 18,9% | 20,6% | 19,5%  | 18,4%      | 19,5%   | 19,9%     | 18,6%     | 19,5%       |
| 1998 | 20,0% | 21,6%   | 20,6% | 20,0%  | 18,9% | 17,3% | 19,9% | 18,9%  | 21,0%      | 20,4%   | 20,2%     | 21,1%     | 20,2%       |
| 1999 | 20,8% | 22,9%   | 21,4% | 20,7%  | 22,2% | 20,9% | 19,6% | 18,7%  | 19,9%      | 20,5%   | 20,9%     | 20,5%     | 20,9%       |
| 2000 | 20,3% | 23,2%   | 21,5% | 21,6%  | 20,0% | 20,0% | 20,4% | 22,6%  | 22,2%      | 22,2%   | 20,8%     | 21,2%     | 21,3%       |
| 2001 | 21,1% | 22,1%   | 21,5% | 21,8%  | 21,7% | 22,4% | 20,6% | 22,4%  | 21,7%      | 22,5%   | 22,6%     | 22,1%     | 21,5%       |
| 2002 | 22,6% | 21,9%   | 21,6% | 22,2%  | 21,9% | 20,9% | 22,3% | 22,8%  | 22,1%      | 21,7%   | 21,9%     | 22,9%     | 21,8%       |
| 2003 | 22,5% | 23,7%   | 22,8% | 23,4%  | 23,4% | 24,2% | 23,8% | 23,5%  | 22,3%      | 22,6%   | 22,8%     | 23,0%     | 23,1%       |
| 2004 | 23,3% | 24,7%   | 23,0% | 23,9%  | 24,3% | 24,2% | 24,4% | 24,6%  | 24,6%      | 25,0%   | 25,1%     | 26,8%     | 24,7%       |
| 2005 | 26,6% | 26,9%   | 26,7% | 27,2%* | 26,7% | 25,9% | 24,5% | 24,1%  | 24,8%      | 25,1%   | 24,6%     | 24,3%     | 25,7%       |
| 2006 | 23,2% | 24,2%   | 23,4% | 22,2%  | 22,4% | 21,3% | 20,6% | 20,8%  | 20,5%      | 20,9%   | 20,4%***  | 19,8%     | 21,7%       |
| 2007 | 20,5% | 20,9%   | 20,6% | 20,1%  | 20,3% | 21,3% | 19,2% | 19,9%  | 20,4%      | 21,8%   | 21,8%     | 22,8%     | 20,8%       |
| 2008 | 22,8% | 23,0%   | 21,1% | 20,9%  | 20,2% | 19,5% | 20,4% | 19,9%  | 21,5%      | 21,5%   | 20,4%     | 20,3%     | 20,9%       |
| 2009 | 20,0% | 21,6%   | 21,7% | 19,2%  | 18,7% | 19,3% | 18,7% | 17,4%  | 17,0%      | 17,4%   | 16,7%     | 17,3%     | 18,8%       |
| 2010 | 15,9% | 17,1%   | 16,4% | 15,7%  | 14,0% | 14,2% | 12,8% | 13,8%  | 13,8%      | 13,5%   | 13,7%     | 14,0%     | 14,6%       |
| 2011 | 13,1% | 13,4%   | 13,8% | 13,5%  | 12,6% | 11,8% | 10,2% | 10,5%  | 11,4%      | 12,0%   | 11,8%     | 11,9%     | 12,2%       |
| 2012 | 11,5% | 12,6%   | 12,1% | 12,5%  | 11,8% | 11,0% | 10,4% | 10,0%  | 9,4%       | 10,3%   | 10,7%     | 10,6%     | 11,1%       |
| 2013 | 11,1% | 11,2%   | 10,3% | 10,7%  | 10,5% | 9,4%  | 8,1%  | 7,5%   | 9,1%       | 10,4%   | 10,0%     | 9,9%      | 9,9%        |
| 2014 | 10,3% | 10,7%   | 9,5%  | 9,0%   | 9,4%  | 9,9%  | 9,2%  | 8,6%   | 9,3%       | 9,3%    | 9,2%      | 9,0%      | 9,5%        |
| 2015 | 9,0%  | 9,2%    | 8,8%  | 8,8%   | 8,8%  | 9,0%  | 8,1%  | 8,0%   | 8,2%       | 8,5%    | 8,4%      | 8,1%      | 8,6%        |
| 2016 | 9,1%  | 10,3%   | 9,2%  | 9,5%   | 9,4%  | 8,8%  | 9,0%  | 8,6%   | 9,0%       | 9,5%    | 10,8%     | 10,4%     | 9,7%        |
| 2017 | 10,3% | 10,3%   | 10,0% | 9,9%   | 10,0% | 9,4%  | 9,6%  | 9,4%   | 9,5%       | 8,9%    | 9,5%      | 9,5%      | 9,7%        |
| 2018 | 9,6%  | 10,3%   | 9,2%  | 9,3%   | 8,8%  | 8,3%  | 7,9%  | 8,2%   | 9,2%       | 9,1%    | 9,4%      | 9,5%      | 9,3%        |
| 2019 | 9,3%  | 9,1%    | 8,7%  | 8,2%   | 8,4%  | 8,6%  | 7,7%  | 8,5%   | 7,9%       | 8,0%    | 8,1%      | 8,4%      | 8,4%        |
| 2020 | 8,0%  | 7,7%    | 8,3%  | 7,4%** | 7,4%  | 7,6%  | 7,9%  | 7,4%   | 7,4%       | 8,7%    | 8,2%      | 8,3%      | 8,1%        |
| 2021 | 9,5%  | 8,6%    | 7,6%  | 7,7%   | 8,0%  | 8,1%  | 7,7%  | 8,5%   | 8,6%       | 8,4%    | 8,7%      | 9,5%      | 8,6%        |
| 2022 | 9,2%  | 8,5%    | 8,8%  | 9,0%   | 8,4%  | 9,3%  | 9,2%  | 10,1%  | 9,3%       | 9,1%    | 9,7%      | 10,7%     | 9,2%        |
| 2023 | 10,3% | 10,8%   | 9,6%  | 9,6%   | 9,9%  | 9,9%  | 10,0% | 10,1%  | 9,7%       | 9,2%    | 9,0%      | 9,2%      | 9,8%        |
| 2024 | 9,0%  | 9,3%    | 8,3%  | 8,4%   |       |       |       |        |            |         |           |           |             |